# Sogdianit
Das Mineral Sogdianit ist ein selten vorkommendes Ringsilikat aus der Milaritgruppe und hat die Endgliedzusammensetzung K□2 Zr4+2 Li3 Si12O30  (□: Leerstelle). Es kristallisiert mit hexagonaler Symmetrie und entwickelt gelbliche bis violette Kristalle, farblich vergleichbar mit Kunzit.

## Etymologie und Geschichte
Entdeckt wurde Sogdianit in den Moränen des Gletschers Dara-i-Pioz (auch Darai-Pioz) im Alaigebirge in Tadschikistan. Die Analyse und Erstbeschreibung erfolgte durch W. D. Dusmatow, A. F. Jefimow, S. T. Katajewa, L. A. Choroschilowa und K. P. Janulow (russisch В. Д. Дусматов, А. Ф. Ефимов, З. Т. Катаева, Л. А. Хорошилова, К. П. Янулов), die das Mineral nach dem antiken Namen des Fundortes, dem Reich Sogdien in Mittelasien (auch Sogdiana, heute Tadschikistan) benannten und es als neues Mineral der Milaritgruppe zuordneten.
Das Mineralogenteam veröffentlichte seine Untersuchungsergebnisse und den gewählten Namen 1968 im russischen Fachmagazin Doklady Akademii nauk (russisch Доклады Академии наук ‚Berichte der Akademie der Wissenschaften‘). Ein Jahr später wurde die Neuentdeckung auch im englischsprachigen Fachmagazin American Mineralogist veröffentlicht. Die Publikation der Erstbeschreibung erfolgte also ohne vorherige Prüfung und Anerkennung durch die 1959 gegründete und seitdem dafür zuständige Kommission für neue Minerale, Mineralnamen und Klassifikation der International Mineralogical Association (IMA). Dennoch wurde Sogdianit in einem Wahlverfahren der Kommission durch mehr als 60 % der Abstimmenden 1971 nachträglich als eigenständige Mineralart anerkannt. Seitdem wird das Mineral in der „Liste der Minerale und Mineralnamen“ der IMA unter der Summenanerkennung „IMA 1971 s.p.“ (special procedure) geführt.

## Klassifikation
Bereits in der veralteten 8. Auflage der Mineralsystematik nach Strunz gehört der Sogdianit zur Mineralklasse der „Silikate und Germanate“ und dort zur Abteilung der „Ringsilikate“, wo er zusammen mit Armenit, Merrihueit, Milarit, Osumilith, Roedderit und Yagiit die „Milaritgruppe“ mit der System-Nr. VIII/C.10 bildete.
Im zuletzt 2018 überarbeiteten und aktualisierten Lapis-Mineralienverzeichnis nach Stefan Weiß, das sich im Aufbau noch nach dieser alten Form der Systematik von Karl Hugo Strunz richtet, erhielt das Mineral die System- und Mineral-Nr. VIII/E.22-120. In der „Lapis-Systematik“ entspricht dies ebenfalls Abteilung „Ringsilikate“, wo Sogdianit zusammen mit Agakhanovit-(Y), Almarudit, Armenit, Berezanskit, Brannockit, Chayesit, Darapiosit, Dusmatovit, Eifelit, Emeleusit, Faizievit, Friedrichbeckeit, Klöchit, Lipuit, Merrihueit, Milarit, Oftedalit, Osumilith, Osumilith-(Mg), Poudretteit, Roedderit, Shibkovit, Sugilith, Trattnerit, Yagiit und Yakovenchukit-(Y) die Gruppe „Doppelte Sechserringe [Si12O30]12− – Milarit-Osumilith-Gruppe“ mit der System-Nr. VIII/E.22 bildet.
Auch die von der International Mineralogical Association (IMA) zuletzt 2009 aktualisierte 9. Auflage der Strunz’schen Mineralsystematik ordnet den Sogdianit in die Abteilung der „Ringsilikate“ ein. Diese ist weiter unterteilt nach der Struktur der Ringe, so dass das Mineral entsprechend seines Aufbaus in der Unterabteilung „[Si6O18]12−-Sechser-Doppelringe“ zu finden ist. Darin gehört es mit Almarudit, Armenit, Berezanskit, Brannockit, Chayesit, Darapiosit, Dusmatovit, Eifelit, Friedrichbeckeit, Klöchit, Merrihueit, Milarit, Oftedalit, Osumilith, Osumilith-(Mg), Poudretteit, Roedderit, Shibkovit, Sugilith, Trattnerit und Yagiit zur „Milaritgruppe“ mit der System-Nr. 9.CM.05.
Die Systematik der Minerale nach Strunz (9. Auflage) wird von „Hudson Institute of Mineralogy“ in der Mineraldatenbank „Mindat.org“ weitergeführt. Hier gehört Sogdianit in die Klasse „Silicate und Germanate“ und die Abteilung der „Ringsilikate“ (englisch [Cyclosilicates). Diese ist weiter unterteilt nach der Zähligkeit und Multiplizität der Silicatringe und Sogdianit wird in der Unterabteilung „sechser-Doppelringe“ (englisch Si6O18]2- 6-membered double rings) mit der Systemnummer 9.CM geführt, zusammen mit den zuvor aufgeführten Mineralen der Milarit-Gruppe, den neu hinzugekommenen Mineralen Aluminosugilith und Laurentthomasit sowie dem verwandten Mineral Faizievit.
Die vorwiegend im englischen Sprachraum gebräuchliche Systematik der Minerale nach Dana ordnet den Sogdianit ebenfalls in die Klasse der „Silikate und Germanate“, dort allerdings in die bereits feiner unterteilte Abteilung der „Ringsilikate: Kondensierte Ringe“ ein. Hier ist er in der „Milarit-Osumilith-Gruppe (Milarit-Osumilith-Untergruppe)“ mit der System-Nr. 63.02.01a innerhalb der Unterabteilung „Ringsilikate: Kondensierte, 6-gliedrige Ringe“ zu finden.

## Chemismus
Sogdianit mit nahezu idealer Endgliedzusammensetzung ist nur von der Typlokalität in Tadschikistan bekannt. Ansonsten bildet er komplexe Mischkristalle mit Sugilith (Na und Fe3+-Gehalte), Berezanskit (Ti4+-Gehalte), Brannockit (Sn4+) und Darapiosit (Na und Mn2+-Gehalte).
Vom Darai-Pioz-Gletscher ist die komplette Sogdianit-Sugilith-Mischkristallreihe belegt und auch die übrigen Zusammensetzungen, die sich in der Literatur finden, sind Mischkristalle, z. B. von Sogdianit, Sugilith, Berezanskit und Aluminosugilith.

## Kristallstruktur
Sogdianit kristallisiert mit hexagonaler Symmetrie der Raumgruppe P6/mcc (Raumgruppen-Nr. 192) mit den Gitterparametern a = 10,1240 Å und c = 14,3198 Å sowie zwei Formeleinheiten pro Elementarzelle.
Sogdianit ist isotyp zu Milarit, das heißt, es kristallisiert mit der gleichen Struktur wie Milarit. Die 12-fach koordinierte C-Position ist voll besetzt mit Kalium (K+), die 9-fach koordinierte B-Position hingegen unbesetzt. Zirkon Zr4+ wird ausschließlich auf der 6-fach koordinierten A-Position eingebaut, Lithium (Li+) auf der tetraedrisch koordinierten T2-Position. Die T1-Position, die die 6er-Doppelringe aufbaut, enthält nur Silizium (Si4+).

## Bildung und Fundorte
Sogdianit bildet sich in Pegmatit-Adern und alkalischen Graniten.
Die Typlokalität ist der Gletscher Dara-i-Pioz im Alaigebirge in Tadschikistan, wo es in Gesteinen pegmatitischen Ursprungs in den Moränen gefunden wird. Sogdianit tritt hier zusammen mit Quarz, Mikroklin, Ägirin und Seltenerdmineralen wie Thorit und Stillwellit auf.
Darüber hinaus listet Mindat nur drei weitere Fundorte auf (Stand 2025):
- Den Golden Horn Batholith des Okanogan County (Washington) in den USA und die
- Wessels Mine (Wessel's Mine) im Kalahari Manganfeld, Nordkap (Provinz), Südafrika.
- den Mount Kuresaka auf Iwagi-jima in der Präfektur Ehime, Japan

Am Golden Horn Batholith tritt Sogdianit zusammen mit Ägirin, Bastnäsit-(Ce), Gadolinit-(Y), Titanit, Zektzerit und Arfvedsonit auf.